# 三潴町農業協同組合
三潴町農業協同組合（みづままちのうぎょうきょうどうくみあい、通称：JAみづま）は福岡県久留米市三潴町に本所を置く農業協同組合。

## 区域
- 久留米市三潴町（旧三潴郡三潴町）

## 沿革
- 1963年（昭和38年）3月 - 三潴・犬塚の各農協が合併し、三潴町農協が発足[1]。
- 1968年（昭和43年）5月 - たまねぎ集荷場完成[2]。
- 1975年（昭和50年）12月 - カントリーエレベーター完成[3]。
- 1977年（昭和52年）
  - 2月 - 壱町原燃料センター完成[4]。
  - 8月 - いちご集荷場完成[2]。
- 1980年（昭和55年）5月 - 西鉄三潴駅東側に農協会館が完成し、本所をここへ移転[5]。
- 1985年（昭和60年）3月 - カントリーエレベーター更新・拡張工事完成[6]。
- 1990年（平成2年） - 西牟田給油所完成。
- 2009年（平成21年）6月 - 地産地消商品の一つとして開発したペットボトル入りハトムギ茶「ほとめき茶」を一般商標登録[7]。
- 2013年（平成25年）
  - 4月 - 支所（三潴・犬塚・西牟田）[8]を廃止。金融店舗機能を本所に集約[9]。
  - 10月 - 購買店舗を犬塚購買店に集約。資材センターを資材集約センターに集約。
- 2016年（平成28年）10月 - 前月末日をもって壱町原燃料センターを廃止。西牟田給油所に統合[10]。
- 2018年（平成30年）
  - 4月 - タマネギ生産農家の高齢化に対応し、作業負担の軽減を図り離農を避けるため、タマネギ播種機・移植機・収穫機のレンタル事業を開始[11]。
  - 同月 - ハトムギ使用の新商品として「はとむぎ珈琲」を開発し、販売を開始[12]。

## 店舗・施設
- 本所
- 犬塚購買店
- 資材集約センター
- 農機具・家電センター
- 車輌センター
- たまねぎ・いちご集荷場
- 西牟田給油所
- カントリーエレベーター
- 園芸開発実験農場